# Брас, Рул
Рул Хюбертюс Брас (нидерл. Roel Hubertus Braas, род. 11 марта 1987) — голландский спортсмен, гребец, призёр чемпионата Европы и кубка мира по академической гребле. Участник Летних Олимпийских игр 2012, 2016 годов.

## Биография
Рул Брас родился 11 марта 1987 года в городе Алкмар, провинция Северная Голландия. Профессиональную карьеру гребца начал с 2005 года. Первые соревнования международного уровня, на которых Брас принял участие был — II этап кубка мира по академической гребле 2009 года в Мюнхене (2009 WORLD ROWING CUP II). В заплыве одиночек (M1x) с результатом 07:31.900 он заняла 4 место в финале FB Final и выбыл из борьбы за медали.
Первую чемпионскую медаль Брас выиграл на чемпионате Европы по академической гребле 2013 года, что проходил в Севилье. С результатом 7:45.95 в одиночном заплыве он занял третье место, уступив первенство соперникам из Германии (7:40.75 — 2-е место) и Чехии (7:36.35 — 1-е место).
Чемпионат Европы по академической гребле 2016 года в Бранденбурге принес ещё одну бронзовую медаль в его актив. Третье место с результатом 7.06,780 заняла голландская двойка без рулевого (Роэль Брасс / Митчелл Стинман). Второе и первое место досталось парам из Великобритании (7.06,280 — 2е место) и Венгрии (7.05,700 — 1е место).
Во время Летних Олимпийских играх 2016 в Рио-де-Жанейро, Брас выступал в категории двойка распашная без рулевого. С результатом 7:01.88 голландская пара гребцов Брас-Стинман заняла восьмое место в финальном зачете и выбыла из борьбы за медали соревнования.